# Stromatospongia vermicola
Stromatospongia vermicola är en svampdjursart som beskrevs av Hartman 1969. Stromatospongia vermicola ingår i släktet Stromatospongia och familjen Astroscleridae.
Artens utbredningsområde är havet kring Jamaica. Inga underarter finns listade i Catalogue of Life.